# 桠杈镇
桠杈镇，是中华人民共和国广西壮族自治区百色市隆林各族自治县下辖的一个乡镇级行政单位。

## 行政区划
桠杈镇下辖以下地区：
生基湾村、忠义村、弄徕村、龙歪村、享义村、龙良村和纳贡村。